# Lord-lieutenant du Lanarkshire
Ceci est une liste de personnes qui ont servi comme Lord Lieutenant du Lanarkshire.
- George Douglas-Hamilton, 1er comte d'Orkney 1714 - 29 janvier 1737
- Douglas Douglas-Hamilton, 8e duc de Hamilton 17 mars 1794 – 2 août 1799
- Archibald Hamilton, 9e duc de Hamilton 30 novembre 1799 – 1802
- Alexander Douglas-Hamilton, 10e duc de Hamilton 1er novembre 1802 – 18 août 1852
- William Douglas-Hamilton, 11e duc de Hamilton 1er octobre 1852 – 15 juillet 1863
- Robert Hamilton, 8e Lord Belhaven and Stenton 6 août 1863 – 22 décembre 1868
- Sir Thomas Colebrooke, 4e baronnet 27 janvier 1869 – 11 janvier 1890
- Charles Douglas-Home, 12e comte de Home 1er février 1890 – 1915
- James Hozier, 2e baron Newlands 14 octobre 1915 – 1921
- Sir Robert King Stewart 18 avril 1921 – 20 décembre 1930
- Sir James Knox 21 mars 1931 – 8 mai 1938
- Gavin Hamilton, 2e baron Hamilton of Dalzell 6 juillet 1938 – 23 juin 1952
- John Colville, 1er baron Clydesmuir 26 août 1952 – 31 octobre 1954
- Sir Alexander Stephen 28 janvier 1955 – 1959
- John Christie Stewart 16 juin 1959 – 1963
- Ronald Colville, 2e baron Clydesmuir 21 août 1963 – 1992
- Hutchison Burt Sneddon 17 août 1992 – 1999
- vacant
- Gilbert Kirkwood Cox 1er février 2001 – 2010
- Mushtaq Ahmad 11 novembre 2010 – 12 novembre 2017
- Lady Susan Haughey 13 novembre 2017 - présent